# Sands of Destruction
Sands of Destruction és un videojoc de rol per a Nintendo DS del 2008 amb històries a part en forma de manga i anime, publicats el mateix any. L'anime estigué disponible a Hulu i al lloc web de Funanimation.

## Rebuda

### Videojoc
El joc va vendre 56.000 exemplars al Japó durant la seua primera setmana de venda.
A Metacritic rebé crítiques mixtes.

### Anime
Erin Finnegan a Anime News Network considerà la sèrie agradable de vore sense ser destacable.